# Corydoras pulcher
Corydoras pulcher är en fiskart som beskrevs av Isaac J.H. Isbrücker och Nijssen, 1973. Corydoras pulcher ingår i släktet Corydoras och familjen Callichthyidae. Inga underarter finns listade i Catalogue of Life.